# A. E. Hotchner
Aaron Edward Hotchner (28 de junio de 1917 - 15 de febrero de 2020) fue un editor, novelista, dramaturgo y biógrafo estadounidense.  Escribió muchos guiones de televisión, así como destacadas biografías sobre Doris Day y Ernest Hemingway. Cofundó la organización caritativa y empresa de alimentos Newman's Own, junto al actor Paul Newman, la cual dona sus ganancias para obras benéficas.

## Primeros años de vida
Hotchner nació en la ciudad estadounidense de San Luis, estado de Misuri, siendo su madre Sally Hotchner, de soltera de apellido Rossman, administradora de una sinagoga y una escuela dominical, y su padre, Samuel Hotchner, de profesión joyero, todos ellos de familia judía. Hotchner asistió a la Escuela Secundaria Soldan de aquella ciudad. En 1940 se graduó de la Universidad de Washington en San Luis con títulos tanto en historia (AB) así como en derecho (JD). Fue admitido en el Colegio de Abogados del Estado de Missouri en 1941 y ejerció brevemente la abogacía como abogado, entre 1941 y 1942.
Después de que Estados Unidos entró en la Segunda Guerra Mundial tras el ataque a Pearl Harbor, sirvió de 1942 a 1945 en el Cuerpo Aéreo del Ejército de Estados Unidos como periodista, alcanzando el rango de mayor. Cuando terminó la guerra, decidió renunciar a su práctica legal para seguir una carrera en la escritura.

## Carrera literaria
Hotchner fue editor, biógrafo, novelista y dramaturgo.  En 1948 conoció a Ernest Hemingway, y los dos fueron amigos cercanos hasta que Hemingway falleció en 1961. Hotchner escribió en 1966 su biografía sobre Hemingway titulada: Papa Hemingway. También escribió guiones para televisión en las décadas de 1950 y 1960, adaptando The Snows of Kilimanjaro, The Killers, The Fifth Column, y After the Storm de Hemingway. La biografía de Hotchner de Doris Day, Doris Day: Her Own Story fue publicada en 1975.

### Novelas autobiográficas
La película King of the Hill de 1993, dirigida por Steven Soderbergh, es una adaptación cinematográfica de la novela autobiográfica de Hotchner de 1973 del mismo nombre, a la cual le siguió una secuela, llamada Looking for Miracles de 1975. Situada en la época de la Gran Depresión es una novela de memorias de aprendizaje, que cuenta la historia de un niño que lucha por sobrevivir solo en un hotel de Saint Louis, después de que su madre es internada en un sanatorio con tuberculosis y su hermano menor es enviado a vivir con un tío. Su padre, un inmigrante alemán y vendedor ambulante que trabaja para la empresa relojera Hamilton Watch Company, emprende largos viajes de los que el niño no puede estar seguro cuándo regresaría.
La obra de Hotchner The White House protagonizada por Helen Hayes en una producción de Broadway fue representada en el Henry Miller's Theatre en 1964. En la pieza teatral Hayes interpretó a varias Primeras Damas de la historia de los Estados Unidos. Se representó incluso en la propia Casa Blanca en 1996. 
En 1993, Welcome to the Club, una comedia musical escrita con el compositor Cy Coleman, apareció en Broadway. Además, Hotchner escribió A Short Happy Life, The Hemingway Hero, Exactly Like You (escrito con Coleman) y The World of Nick Adams.
La obra de Hotchner, Sweet Prince, se produjo fuera de Broadway en 1982, en el Theatre Off-Park y fue protagonizada por Keir Dullea e Ian Abercrombie.

## Vida personal y filantropía
Junto al actor Paul Newman, un amigo y vecino suyo, Hotchner fundó Newman's Own Inc. en 1982. Esta organización dona todas sus ganancias, tanto por su línea de productos alimenticios como de otras empresas que gestiona, a diversas entidades benéficas. En 1988, Hotchner y Newman cofundaron Hole in the Wall Gang Camp, un campamento de verano residencial y un centro abierto todo el año para albergar niños gravemente enfermos, el cual está ubicado en Ashford, Connecticut. El campamento original se amplió más tarde para convertirse en una serie de otros campamentos de Hole in the Wall en otros lugares de Estados Unidos, Irlanda, Francia y más allá. Para 2023, había campamentos y programas que atendían las necesidades de más de miles de niños y familias en más de 50 países del mundo, como parte de SeriousFun Children's Network.
Hotchner fue honrado con una estrella en el Paseo de la Fama de St. Louis.
Hotchner residía con su esposa Virginia Kiser en Westport, Connecticut, donde pasaba la mayoría de los fines de semana y cuidaba de diversas aves, entre ellas un loro africano gris de nombre "Ernie".  Le encantaba hablarle a los niños que encontraba en su camino sobre las diferentes aves, a las cuales le gustaba contemplar a menudo. Hotchner falleció el 15 de febrero de 2020, a la edad de 102 años. Está sepultado en el Cementerio  Martín Oaks en Lewisville (Texas).